# Aspiciliopsis
Aspiciliopsis is een geslacht van korstmossen behorend tot de familie Trapeliaceae.

## Soorten
Volgens Index Fungorum bevat het geslacht twee soorten (peildatum februari 2023):
| Soortnaam                   | Auteur(s)                       | Publicatiejaar |
| --------------------------- | ------------------------------- | -------------- |
| Aspiciliopsis antarctica    | (Müll. Arg.) C.W. Dodge         | 1948           |
| Aspiciliopsis macrophthalma | (Hook. f. & Taylor) B. de Lesd. | 1931           |